# Riley-Gletscher
Der Riley-Gletscher ist ein etwa 22,5 km langer, bis zu 27 km breiter und stark zerklüfteter Gletscher an der Rymill-Küste des Palmerlands auf der Antarktischen Halbinsel. Er fließt zwischen den Traverse Mountains und Mount Dixey in westlicher Richtung zum George-VI-Sund.
Teilnehmer der British Graham Land Expedition (1934–1937) unter der Leitung des australischen Polarforschers John Rymill entdeckten und kartierten ihn im Jahr 1936. Eine weitere Vermessung nahm 1949 der Falkland Islands Dependencies Survey vor. Benannt ist er nach Quintin Theodore Petroc Molesworth Riley (1905–1980), Assistenzmeteorologe bei Rymills Expedition.